# Герб комуни Паяла
Герб комуни Паяла (швед. Pajala kommunvapen) — символ шведської адміністративно-територіальної одиниці місцевого самоврядування комуни Паяла. 

## Історія
Герб ландскомуни Паяла затверджено королем 1947 року. Після адміністративно-територіальної реформи 1970 року до неї приєднали сусідні території. Цей герб перереєстрований за комуною Паяла 1974 року. 

## Опис (блазон)
Щит перетятий хвилясто на срібне та зелене поля, у зеленому полі три срібні круги, 2 над 1.

## Зміст
Хвилясте ділення символізує прикордонні річки, а три круги уособлюють монети, які карбувалися в XVII ст. в Кенґісі.